# Ivan Leonidov
Ivan Iljitj Leonidov, född 1902, död 1959, var en rysk konstruktivist. Hans aldrig förverkligade projekt till ett nytt Lenininstitut anses vara en milstolpe för den ryska konstruktivismen.